# Мамонівка (Воронезька область)
Мамонівка (рос. Мамоновка) — село у Верхньомамонському районі Воронезької області Російської Федерації.
Населення становить 533 особи. Входить до складу муніципального утворення Мамоновське сільське поселення.

## Історія
Населений пункт розташований у межах українського історико-культурного регіону Східної Слобожанщини. До Перших визвольних змагань належав до Воронезької губернії.
Від 1928 року належить до Верхньомамонського району, спочатку в складі Центрально-Чорноземної області, а від 1934 року — Воронезької області.
Згідно із законом від 15 жовтня 2004 року входить до складу муніципального утворення Мамоновське сільське поселення.

## Населення
| 2010 | 2012 | 2013 | 2014 | 2015 | 2016 | 2017 |
| ---- | ---- | ---- | ---- | ---- | ---- | ---- |
| 631  | ↘620 | ↘603 | ↘580 | ↘575 | ↘559 | ↘536 |
| 2018 |      |      |      |      |      |      |
| ↘533 |      |      |      |      |      |      |